# Gilbert Espinosa Chávez
Gilbert Espinosa Chávez (ur. 9 maja 1932 w Ontario, Kalifornia, zm. 15 marca 2020 w San Diego) – amerykański duchowny katolicki, biskup pomocniczy San Diego w latach 1974–2007.

## Życiorys
Święcenia kapłańskie otrzymał 19 marca 1960 i inkardynowany został do rodzinnej diecezji San Diego.
9 kwietnia 1974 papież Paweł VI mianował go biskupem pomocniczym San Diego ze stolicą tytularną Magarmel. Sakrę otrzymał z rąk ówczesnego zwierzchnika diecezji bp. Leo Mahera. Na emeryturę przeszedł po 33-letniej posłudze  1 czerwca 2007.